# Al-Mishraq
Al-Mishraq (الشركة العامة لكبريت المشراق en arabe) est une usine de soufre opérée par le gouvernement irakien située à 45 km au sud de Mossoul en Irak. Elle est située à proximité du champ pétrolifère de Qayyarah. En juin 2003, l'usine a été l'emplacement de la plus grande libération enregistrée de dioxyde de soufre fait par l'homme lorsqu'un incendie, dont on pense qui a été déclenché délibérément, y a duré trois semaines. Le 22 octobre 2016, un incendie a été déclenché par des militants de l'État islamique dans la foulée de la bataille de Mossoul. Bien que cet incendie ait été éteint le lendemain, les fumées toxiques de dioxyde de soufre ont causé la mort de deux personnes et 1 000 personnes ont dû être traitées pour des problèmes de respiration à la suite de l'inhalation du gaz toxique,.